# John Ellis (Naturforscher)
John Ellis (* 1710 oder 1714 in Irland; † 15. Oktober 1776 in London) war ein irischer Botaniker und Zoologe, der sich unter anderem intensiv mit Zoophyten beschäftigte. Sein offizielles botanisches Autorenkürzel lautet „J.Ellis“.

## Leben
John Ellis wurde entweder 1710 (abgeleitet von James Edward Smith) oder 1714 (angegeben auf seiner Heiratsurkunde vom 29. Juni 1754) geboren. Er ist sehr wahrscheinlich mit dem Iren Henry Ellis (1721–1806), dem zweiten Kolonial-Gouverneur von Georgia und Gouverneur von Nova Scotia, verwandt. Etwa um 1733 hatte er sich in der Londoner Lawrence Lane als Leinenhändler etabliert. 1753 wurde er Bevollmächtigter des Irish Linen Board (Irischer Leinen-Ausschuss) in London und setzte sich in den 1750er Jahren für die Interessen des irischen Leinenhandwerks ein. Mitte der 1750er Jahre wurde er Mitglied der Society for the Encouragement of Arts, Manufactures and Commerce, der er bis 1760 angehörte.
Am 16. April 1752 nahm er als Gast von Philip Carteret Webb (1700?–1770), dessen Gartens in Busbridge er angelegt hatte, zum ersten Mal an einem Treffen der Royal Society teil. Nur knapp zwei Monate später, am 17. Juni 1752, wurde seine erste eigenständige Publikation über seine Studien der maritimen Fauna und Flora verlesen. 1754 wurde er Mitglied der Royal Society und veröffentlichte ein Jahr später sein erstes umfangreicheres Werk An essay towards the Natural History of the Corallines. Für Philosophical Transactions lieferte er insgesamt 27 botanische und zoologische Beiträge.
In der ersten Hälfte des Jahres 1754 heiratete Ellis. Seine erste Tochter Martha wurde am 27. Dezember 1754 geboren. Die am 6. Mai 1758 geborenen Zwillinge Mary und Elizabeth und seine Frau starben noch im Jahr 1758.
Für die gemeinsam mit seinem Partner James Fivey geführte Handelsfirma musste er im Januar 1760 Bankrott anmelden. Er zog von der Lawrence Lane in ein möbliertes Zimmer in Gray’s Inn um, wo er bis 1774 wohnte.
John Ellis pflegte umfangreiche Beziehungen zu den britischen Kolonien in Nordamerika. Er bemühte sich beispielsweise, den Rhabarber sowie den Tee dort einzuführen und schlug 1758 sogar vor, Prämien für die erfolgreiche Einführung von Pflanzen in Georgia sowie North Carolina und South Carolina auszusetzen. 1763 erhielt er durch die Unterstützung von Henry Ellis und Lord Robert Henley (1708–1772) den Posten des „Royal Agent“ für West Florida. In dieser Position musste er von London aus die durch die Krone bereitgestellten Finanzmittel zur Aufrechterhaltung der Kolonialregierung verwalten. Nach seinem Bankrott von 1760 war er dadurch wieder finanziell abgesichert und konnte sich seinen naturwissenschaftlichen Studien widmen. 1770 wurden Ellis zusätzlich die Aufgaben des „Colonial Agent“ für die Karibikinsel Dominica übertragen.
Etwa März 1771 erkrankte Ellis ernsthaft. Sein Gesundheitszustand verschlechterte sich anschließend immer mehr. 1774 konnte er kaum noch sehen und zog aufs Land nach Hampstead um. Am 15. Oktober 1776 verstarb er.

## Wirken
Zum ersten Mal trat John Ellis öffentlich als Naturforscher in Erscheinung, als er zwischen Herbst 1751 und Frühjahr 1752 eine Sendung von Pflanzen und Korallen aus Anglesey und Dublin so arrangierte, dass sie die Aufmerksamkeit von Stephen Hales fand. Seine Untersuchungen an Pflanzen und Meerestieren sind vor allem durch den Einsatz des Mikroskops geprägt.
Carl von Linné urteilte 1772 über Ellis:

„Sie sind noch immer die Hauptstütze der Naturgeschichte in England, da Ihre Aufmerksamkeit immer auf alles gerichtet ist, das diese Studien vermehrt und fördert. Ohne Ihre Hilfe würde der Rest der Welt nur wenig über die Funde Ihrer klugen Landsleute in allen Teilen der Welt wissen. Sie sind das Portal durch das die Naturliebhaber zu diesen Entdeckungen geleitet werden. Ich für meinen Teil bestätige, dass ich mehr Informationen durch Ihre mannigfaltige Hilfe erlangte habe, als von irgend einer anderen Person.“

### Zoologische Beiträge
Gemeinsam mit dem Zeichner Charles Brooking (1723–1759) besuchte Ellis im August 1752 die Insel Sheppey und untersuchte mit Hilfe eines von John Cuff (um 1708–1772) konstruierten Wassermikroskopes, das später als „Ellisches Wassermikroskop“ bekannt wurde, Korallen. Zwei Jahre später untersuchte er in Begleitung von Georg Dionysius Ehret vor Brighthelmstone in Sussex erneut Korallen und konnte 1755, basierend auf diesen Untersuchungen, sein erstes umfangreiches Werk An essay towards the Natural History of the Corallines veröffentlichen.
In den folgenden Jahren beschäftigte er sich mit Schwämmen, Seelilien und Seefedern. 1765 beschrieb er in On the Nature and Formation of Sponges die Ähnlichkeiten zwischen Schwämmen und der Lederkoralle Alcyonium digitatum (Tote Meerhand), die ihn zu der Überzeugung gelangen ließ, dass Schwämme Tiere sind.
1768 wurde er von John Pringle für seinen Beiträgen On the Animal Nature of the Genus of Zoophytes, Called Corallina und An Account of the Actinia Sociata mit der Copley-Medaille geehrt. Im ersten Beitrag hatte er die Seeanemone Actinia sociata aus der Karibik als eigenständige Art beschrieben, die vorher als Kolonie von Polypen angesehen wurde. Durch mikroskopische Beobachtungen und chemische Analysen, die er mit Unterstützung von Daniel Solander und Peter Woulfe durchführte, konnte er in der zweiten Schrift beweisen, dass Korallen Tiere sind und nicht, wie von Job Baster und Peter Simon Pallas behauptet, Pflanzen.
Zwischenzeitlich publizierte er noch die Beschreibung der männlichen und weiblichen Cochenilleschildlaus (Dactylopius coccus) sowie gemeinsam mit John Hunter die Beschreibung eines in South Carolina durch Alexander Garden entdeckten Armmolches.
Kurz vor seinem Tod konnte er 1775 nachweisen, dass die Weichkorallen der Gattung Gorgonia dem Tierreich zugerechnet werden müssen. Sein begonnenes Werk über Zoophyten konnte Ellis nicht mehr beenden. Seine Tochter Martha veröffentlichte dank der finanziellen Unterstützung von John Fothergill und später von Joseph Banks sowie der taxonomischen Hilfe von Daniel Solander das Werk ihres Vaters 1776 posthum unter dem Titel A Natural History of Many Uncommon and Curious Zoophytes veröffentlichen.

### Botanische Beiträge
John Ellis botanische Beiträge sind nicht ganz so umfangreich wie seine zoologischen Leistungen. 1761 beschrieb er zum ersten Mal die beiden Pflanzengattungen Gardenia und Halesia (Halesia tetraptera). 1767/68 untersuchte er auf Bitten von Linné Pilz-Sporen mikroskopisch. 1768 veröffentlichte er die Erstbeschreibung der Venusfliegenfalle (Dionaea muscipula), deren Abbildung Bestandteil der 1. Auflage seiner 1770 erschienenen Monografie zum schonenden Transport von Samen und Pflanzen (Directions for bringing over seeds and plants, from the East Indies) war.
1770 folgten die Beschreibung des Florida-Sternanis (Illicium floridanum) und 1771 der Gattung Gordonia mit der Art Gordonia lasianthus. Mit der Geschichte des Kaffees beschäftigte sich sein letztes zu seinen Lebzeiten veröffentlichte Werk Historical Account of Coffee (1774). 

## Dedikationsnamen
Carl von Linné benannte ihm zu Ehren die Art Ellisia aus der Familie der Wasserblattgewächse (Hydrophyllaceae).

## Schriften

### Werke
- An essay towards a natural history of the Corallines, and other productions of the like kind, commonly found on the coasts of Great Britain and Ireland, to which is added the description of a large marine polype taken near the North Pole, by whale-fishers, in the summer 1753. A. Millar, J. and J. Rivington, and R. & J. Dodsley, London 1755; online

deutsche Übersetzung: Versuch einer Natur-Geschichte der Corall-Arten und anderer dergleichen Mer-Cörper, welche gemeiniglich an den Küsten von Groß-Britannien und Irrland (!) gefunden werden; Nebst der Beschreibung eines großen Büschel-Polypen, welcher in dem Eis-Mere (!) gefangen worden. G. N. Raspe, Nürnberg 1767
- Directions for bringing over seeds and plants, from the East Indies and other distant countries, in a state of vegetation: together with a catalogue of such foreign plants as are worthy of being encouraged in our American colonies, for the purposes of medicine, agriculture, and commerce. To which is added, the figure and botanical description of a new sensitive plant, called Dionaea muscipula: or, Venus’s fly-trap. L. Davis, London 1770
- An historical account of coffee : with an engraving, and botanical description of the tree : to which are added sundry papers relative to its culture and use, as an article of diet and of commerce. Edward and Charles Dilly, London 1774
- The natural history of many curious and uncommon zoophytes, collected from various parts of the globe. B. White & son, London 1786 – posthum mit Daniel Solander 1786; online

### Zeitschriftenbeiträge
- Observations on a Remarkable Coral-Line, in a Letter from Mr. John Ellis to the Rev. Thomas Birch, D. D. Secret. R. S. In: Philosophical Transactions. Band 48, 1753/1754, S. 115–117. online
- A Letter from Mr. John Ellis to Mr. Peter Collinson, F. R. S. concerning a Cluster-Polype, Found in the Sea Near the Coast of Greenland. In: Philosophical Transactions. Band 48, 1753/1754, S. 305–307. online
- A Letter to Mr. Peter Collinson, F. R. S. concerning a Particular Species of Coralline. By Mr. John Ellis, F. R. S. In: Philosophical Transactions. Band 48, 1753/1754, S. 504–507
- A Letter from Mr. John Ellis, F. R. S. to Mr. Peter Collinson, F. R. S. concerning the Animal Life of Those Coral-Lines, That Look Like Minute Trees, and Grow upon Oysters and Fucus’s All Round the Sea-Coast of This Kingdom. In: Philosophical Transactions. Band 48, 1753/1754, S. 627–633
- A Letter from Mr. John Ellis, F. R. S. to Philip Carteret Webb, Esq; F. R. S. Attempting to Ascertain the Tree That Yields the Common Varnish Used in China and Japan; to Promote Its Propagation in Our American Colonies; And to Set Right Some Mistakes Botanists Appear to Have Entertained concerning It. In: Philosophical Transactions. Band 49, 1755/1756, S. 806–875.online
- An Account of a Curious, Fleshy, Coral-Like Substance; In a Letter to Mr. Peter Collinson, F. R. S. from Dr. John Albert Schlosser, M. D. F. R. S. with Some Observations on It Communicated to Mr. Collinson by Mr. John Ellis, F. R. S. In: Philosophical Transactions. Band 49, 1755/1756, S. 449–452. online
- An Account of a Red Coral from the East-Indies, of a Very Singular Kind: In a Letter from Mr. John Ellis, F.R.S. to Mr. Peter Collinson, F.R.S. In: Philosophical Transactions. Band 50, 1757/1758, S. 188–194. online
- Remarks upon the Letter of Mr. John Ellis, F. R. S. to Philip Carteret Webb, Esq; F. R. S. Printed in the Philosophical Transactions, Vol. xlix. Part ii. p. 806. By Mr. Philip Miller, F. R. S. In: Philosophical Transactions. Band 50, 1757/1758, S. 430–440. – mit Philip Miller; online
- An Answer to the Preceding Remarks. By Mr. John Ellis, F. R. S. In: Philosophical Transactions. Band 50, 1757/1758, S. 441–456. online
- An Account of Some Experiments Relating to the Preservation of Seeds: In Two Letters to the Right Honourable the Earl of Macclesfield, President of the Royal Society. From John Ellis, Esq; F. R. S. In: Philosophical Transactions. Band 51, 1759/1760, S. 206–215 online
- The Method of Making Sal Ammoniac in Egypt; As Communicated by Dr. Linnaeus, from His Pupil Dr. Hasselquist, Who Had Been Lately in Those Parts: By John Ellis, Esq; F. R. S. In: Philosophical Transactions. Band 51, 1759/1760, S. 504–506. – mit Carl von Linné
- An Account of the Plants Halesia and Gardenia: In a Letter from John Ellis, Esq; F. R. S. to Philip Carteret Webb, Esq; F. R. S. In: Philosophical Transactions. Band 51, 1759/1760, S. 929–935
- An Account of the Male and Female Cochineal Insects, That Breed on the Cactus Opuntia, or Indian Fig, in South Carolina and Georgia: In a Letter from John Ellis, Esq; to Peter Wych, Esq. In: Philosophical Transactions. Band 52, 1761/1762, S. 661–667
- An Account of an Encrinus, or Starfish, with a Jointed Stem, Taken on the Coast of Barbadoes, Which Explains to What Kind of Animal Those Fossils Belong, Called Starstones, Asteriae, and Astropodia, Which Have been Found in Many Parts of This Kingdom: In a Letter to Mr. Emanuel Mendes da Costa, F. R. S. By John Ellis, Esq; F. R. S. In: Philosophical Transactions. Band 52, 1761/1762, S. 357–365. online
- An Account of the Sea Pen, or Pennatula Phosphorea of Linnaeus; Likewise a Description of a New Species of Sea Pen, Found on the Coast of South-Carolina, with Observations on Sea-Pens in General. In a Letter to the Honourable Coote Molesworth, Esq; M. D. and F. R. S. from John Ellis, Esq; F. R. S. and Member of the Royal Academy at Upsal. In: Philosophical Transactions. Band 53, 1763, S. 419–435. online
- On the Nature and Formation of Sponges: In a Letter from John Ellis, Esquire, F. R. S. to Dr. Solander, F. R. S. In: Philosophical Transactions. Band 55, 1765, S. 280–287. online
- An Account of an Amphibious Bipes; By John Ellis, Esq; F. R. S. To the Royal Society. In: Philosophical Transactions. Band 56, 1766, S. 189–192. online
- Extract of a Letter from John Ellis, Esquire, F. R. S. to Dr. Linnaeus, of Upsal, F. R. S. on the Animal Nature of the Genus of Zoophytes, Called Corallina. In: Philosophical Transactions. Band 57, 1767, S. 404–428 – mit Peter Woulfe; online
- An Account of the Actinia Sociata, or Clustered Animal-Flower, Lately Found on the Sea-Coasts of the New-Ceded Islands: In a Letter from John Ellis, Esquire, F. R. S. to the Right Honourable the Earl of Hillsborough, F. R. S. In: Philosophical Transactions. Band 57, 1767, S. 428–437 und 434–435 online
- A Letter from John Ellis, Esquire, F. R. S. to the President, on the Success of His Experiments for Preserving Acorns for a Whole Year without Planting Them, so as to be in a State Fit for Vegetation, with a View to Bring Over Some of the Most Valuable Seeds from the East Indies, to Plant for the Benefit of Our American Colonies. In: Philosophical Transactions. Band 58, 1769, S. 75–79. – mit William Aiton; online
- Observations on a Particular Manner of Increase in the Animalcula of Vegetable Infusions, with the Discovery of an Indissoluble Salt Arising from Hemp-Seed Put into Water Till It Becomes Putrid. By John Ellis, Esq; F. R. S. In: Philosophical Transactions. Band 59, 1769, S. 138–152. online
- A Copy of a Letter from John Ellis, Esq; F. R. S. to Dr. Linnaeus, F. R. S. &c. With the Figure and Characters of That Elegant American Evergreentree, Called by the Gardiners the Loblolly-Bay, Taken from Blossoms Blown Near London, and Shewing That It is not an Hibiscus, as Mr. Miller Calls It; Nor an Hypericum, as Dr. Linnaeus Supposes It; But an Intire New Genus, to Which Mr. Ellis Gives the Name of Gordonia. In: Philosophical Transactions. Band 60, 1770, S. 518–523 online
- The Copy of a Letter from John Ellis, Esq; F.R.S. to Mr. William Aiton, Botanic Gardener to Her Royal Highness the Princess Dowager of Wales, at Kew, on a New Species of Illicium Linnaei, or Starry Aniseed Tree, Lately Discovered in West Florida. In: Philosophical Transactions. Band 60, 1770, S. 524–531 online
- On the Nature of the Gorgonia; That It is a Real Marine Animal, and Not of a Mixed Nature, between Animal and Vegetable. By John Ellis, Esq. F. R. S. in a Letter to Daniel Solander, M. D. F. R. S. In: Philosophical Transactions of the Royal Society of London. Band 66, 1776, S. 1–17 online

## Nachweise